# Inheritance
Inheritance – trzeci album studyjny polskiej grupy muzycznej Esqarial. Wydawnictwo ukazało się we wrześniu 2002 roku nakładem wytwórni muzycznej Empire Records. Nagrania zostały zarejestrowane we wrocławskim studiu nagraniowym Fonoplastykon we współpracy z producentem muzycznym Marcinem Borsem.

## Lista utworów
Opracowano na podstawie materiału źródłowego.
1. "Inheritance" - 04:22
2. "Everlasting Wanderers" - 05:31
3. "Broken Link" - 05:05
4. "Flying over the Treetops" - 02:05 (utwór instrumentalny)
5. "A Pure Formality" - 03:45
6. "Catching the Falling Knife" - 04:32
7. "The Source of Constraint" - 05:29
8. "The Day When the Sun Went Out" - 04:03
9. "Two Minutes to Full Moon" - 01:29 (utwór instrumentalny)
10. "Killing for Killing Time" - 05:15
11. "Fire" (muz. Jimi Hendrix) - 01:43 (utwór instrumentalny)

## Twórcy
Opracowano na podstawie materiału źródłowego.

- Marek Pająk – gitara rytmiczna, gitara prowadząca, wokal, koncepcja oprawy graficznej
- Bartek Nowak – gitara rytmiczna, gitara prowadząca, wokal, słowa
- Ludosław Przybylski – gitara basowa, koncepcja oprawy graficznej
- Bartosz Woźniak – perkusja
- Marcin Bors – inżynieria dźwięku, produkcja muzyczna, gitara prowadząca (utwór 11)
- Radek Kowalik – zdjęcia
- Jacek Wiśniewski – okładka, oprawa graficzna